# Road House
Filmen Road House er en actionfilm fra 1989 med Patrick Swayze i rollen som en udsmider, der ikke bare opretholder ro og orden på den lokale bar, men som rydder op i et helt lokalsamfund.
Road House byder bl.a. på en gæsterolle til guitaristen Jeff Healey.
 Der er for få eller ingen kildehenvisninger i denne artikel, hvilket er et problem. Du kan hjælpe ved at angive troværdige kilder til de påstande, som fremføres i artiklen.